# Monsec
Monsec är en kommun i departementet Dordogne i regionen Nouvelle-Aquitaine i sydvästra Frankrike. Kommunen ligger i kantonen Mareuil som tillhör arrondissementet Nontron. År 2018 hade Monsec 191 invånare.

## Befolkningsutveckling
Antalet invånare i kommunen Monsec
Referens:INSEE